# Hans Reutlinger (Politiker)
Johann „Hans“ August Reutlinger  (* 28. Juni 1895 in Altnau TG; † 23. April 1962 in Münsterlingen-Scherzingen) war ein Schweizer Bauer, Korrespondent und Politiker. Er gehörte von 1943 bis 1959 dem Regierungsrat des Kantons Thurgau an (Inneres, Volkswirtschaft).

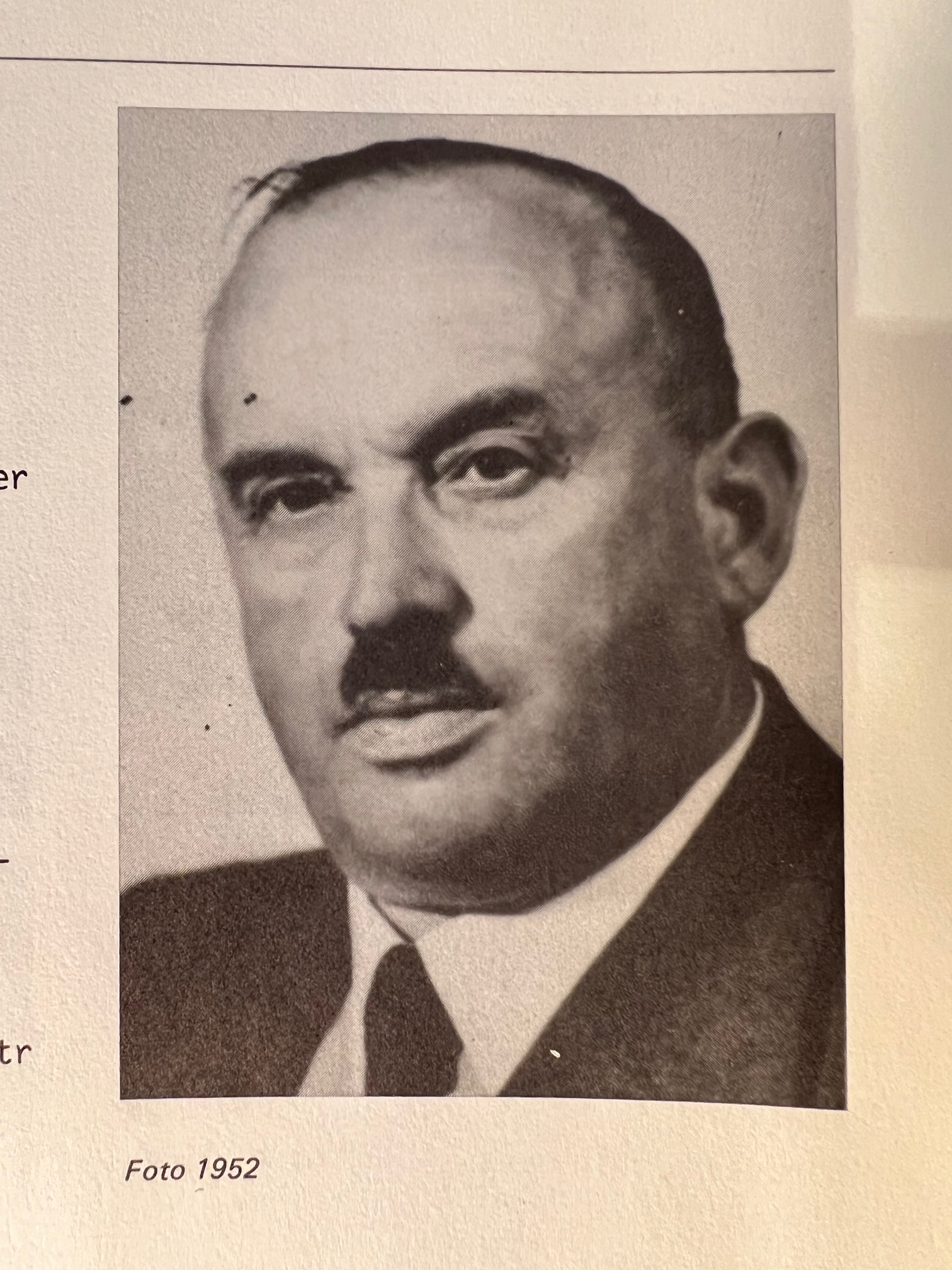
Hans Reutlinger (1952)

## Ausbildung, Beruf und Privates
Als Sohn eines Bauern (Johann Jakob Reutlinger, 1868–1927) besuchte Hans Reutlinger von 1912 bis 1914 die Landwirtschaftsschule Arenenberg und arbeitete nachher im elterlichen Betrieb in Altnau, welchen er 1927 übernahm. Neben seiner landwirtschaftlichen Tätigkeit schrieb Hans Reutlinger ab 1922 als Korrespondent für landwirtschaftliche Fachzeitschriften und Tageszeitungen. Von 1938 bis 1943 war er als nebenamtlicher Bauernsekretär tätig und zudem als Redaktor beim Ostschweizerischen Landwirt aktiv.
Hans Reutlinger war verheiratet mit Elise Keller (1902–1971), hatte drei Söhne und eine Tochter (Hans Reutlinger-Keller, 1925–2017, Max Reutlinger-Bär, 1928–1987, Elisabeth Bommeli-Reutlinger, 1933 und Paul Reutlinger-Lecoultre, 1943–2010).

## Politik
Von 1935 bis 1943 war Hans Reutlinger Thurgauer Kantonsrat (Bezirk Kreuzlingen). 1943 trat er bei den Regierungsratswahlen als wilder Kandidat erfolgreich gegen Heinrich Herzog, den offiziellen Kandidaten der bäuerlichen Organisation, an. Er wurde im 2. Wahlgang gewählt und war in der Exekutiven von 1943–1959 tätig (Departement für Inneres und Volkswirtschaft). Dabei befasste er sich vor allem mit landwirtschaftlichen Fragen.